# Konstantin Batjoesjkov

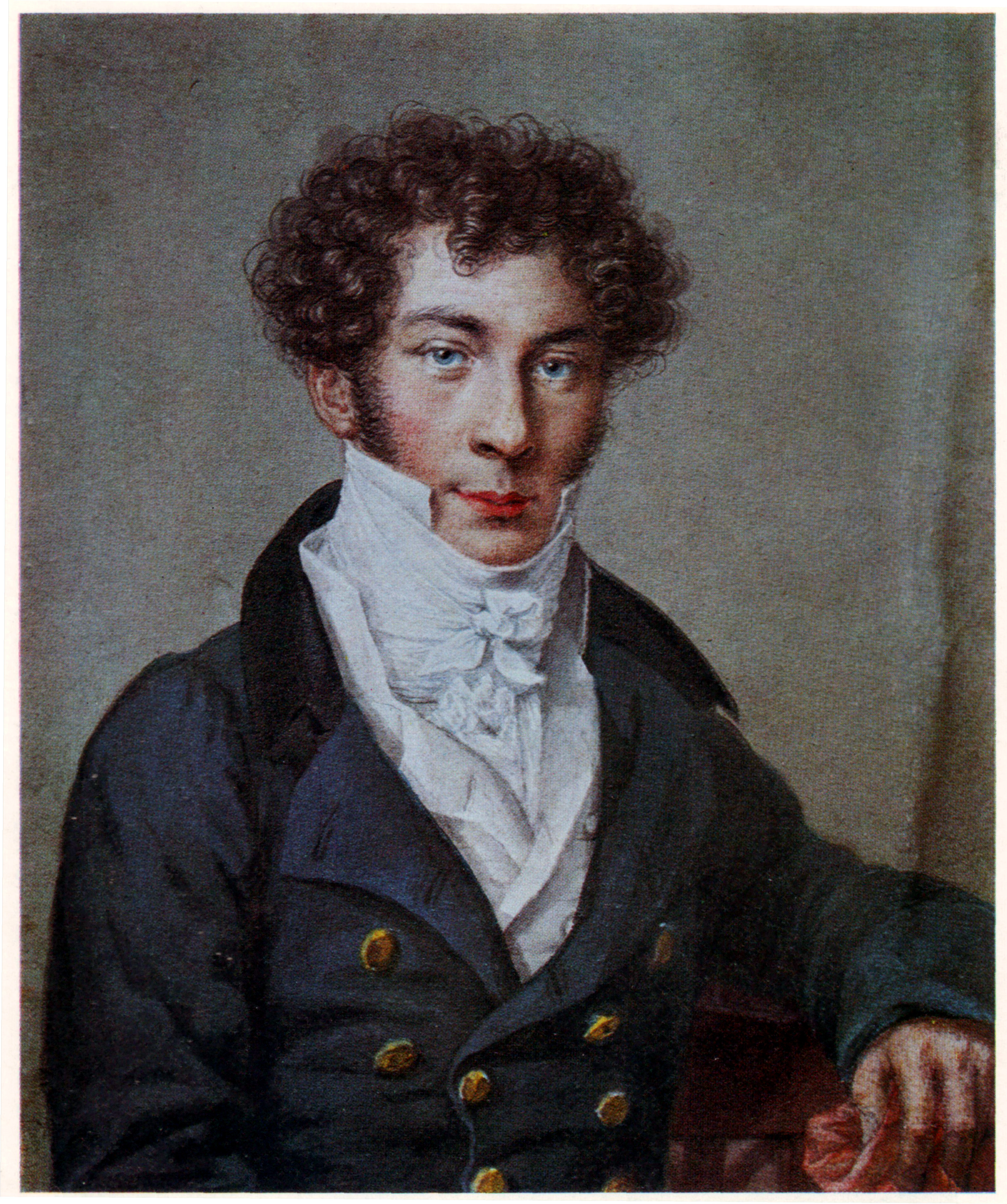
Portret door Nikolaj Oetkin (1815)

Konstantin Nikolajevitsj Batjoesjkov (Russisch: Константин Николаевич Батюшков)(Vologda, 29 mei 1787 – aldaar, 19 juli 1855) was een Russisch schrijver en dichter.

## Leven
Batjoesjkov werd geboren in een adellijk gezin en kreeg na een degelijke opleiding (hij sprak vele talen) in Sint-Petersburg een betrekking aan het Ministerie van Onderwijs en later aan de Universiteit van Moskou. Hij nam als officier deel aan de napoleontische oorlog van 1806, raakte gewond tijdens de Slag bij Heidelsberg (1809 en maakte als gardeofficier de veldtocht tegen Napoleon mee (1812-1814), tot en met de inname van Parijs; via Engeland en Scandinavië keerde hij vervolgens terug. 
Nadat Batjoesjkov in 1817 in diplomatieke dienst trad, werd hij toegevoegd aan een missie in Napels, waar zijn belangstelling voor klassieke Italiaanse literatuur opleefde. In deze periode openbaarden zich reeds de eerste tekenen van een erfelijke geestesziekte die zich uitte in achtervolgingswaanzin, die hem met name vanaf 1821 steeds verder aantastte. Batjoesjkov verbleef jarenlang in een Duitse kliniek, maar zonder genezing. Toen in 1834 en later in 1850 nieuwe drukken van zijn werk verschenen, drong het al lang niet meer tot hem door. Hij stierf in Vologda, te midden van zijn familie.

## Werk
De periode waarin Batjoesjkov literair actief was besloeg feitelijk niet meer dan een kleine vijftien jaar, van 1806 tot 1820. In 1806 bezingt hij in Een raad aan mijn vrienden de vriendschap en het ‘Carpe Diem’. Beroemd werd hij in 1809 met zijn satire Visie aan de oevers van de Lethe, waarin hij beschrijft hoe een aantal epigonen van het classicisme samen met zoeterige sentimentalisten verdrinken in de Lethe. Als volmaakt lyrische gedichten staan te boek de elegieën De Bachante (1814) en Schim van mijn vriend, waarin hij beschrijft hoe hij in een visioen een bij Leipzig gesneuvelde vriend terugziet. Veel lof kreeg hij verder voor zijn individueel en menselijke beschrijving van de oorlog in De grote vaderlandse oorlog (1812) alsook voor zijn Proeven in verzen en proza, dat hij schreef na zijn terugkeer van de veldtocht tegen Napoleon.
Anders dan zijn meer romantische tijdgenoot Vasili Zjoekovski, richtte Batjoesjkov zich in zijn werk vooral op de Italiaanse renaissance, de antieke cultuur en de classicistische traditie. In zijn vroege periode is hij licht liberaal en enigszins hedonistisch te noemen, vanaf 1814 staat hij vooral bekend om zijn elegieën over zijn ‘mislukt’ leven, omdat hij noch in de liefde, noch in de poëzie voldoening zou hebben gevonden. Volgens Karel van het Reve kenmerkt zijn werk zich door grote niveauverschillen: veel van zijn gedichten komen volgens hem maar moeilijk los van de logge en retorische traditie van de 18e eeuw, maar met name zijn elegieën behoren tot de beste gedichten die ooit in het Russisch zijn geschreven. Batjoesjkovs proza geldt heden ten dage door de zware retoriek als schier onleesbaar, zijn brieven staan echter te boek als fris en origineel.
De invloed van Batjoesjkov, met (name van zijn elegieën) op de bloei van de Russische literatuur in de 19e eeuw is groot te noemen. De eenvoud en aristocratische pretentieloosheid van vele latere grootmeesters vindt men reeds in Batjoesjkovs werk terug.

## Fragment uitSchim van mijn vriend

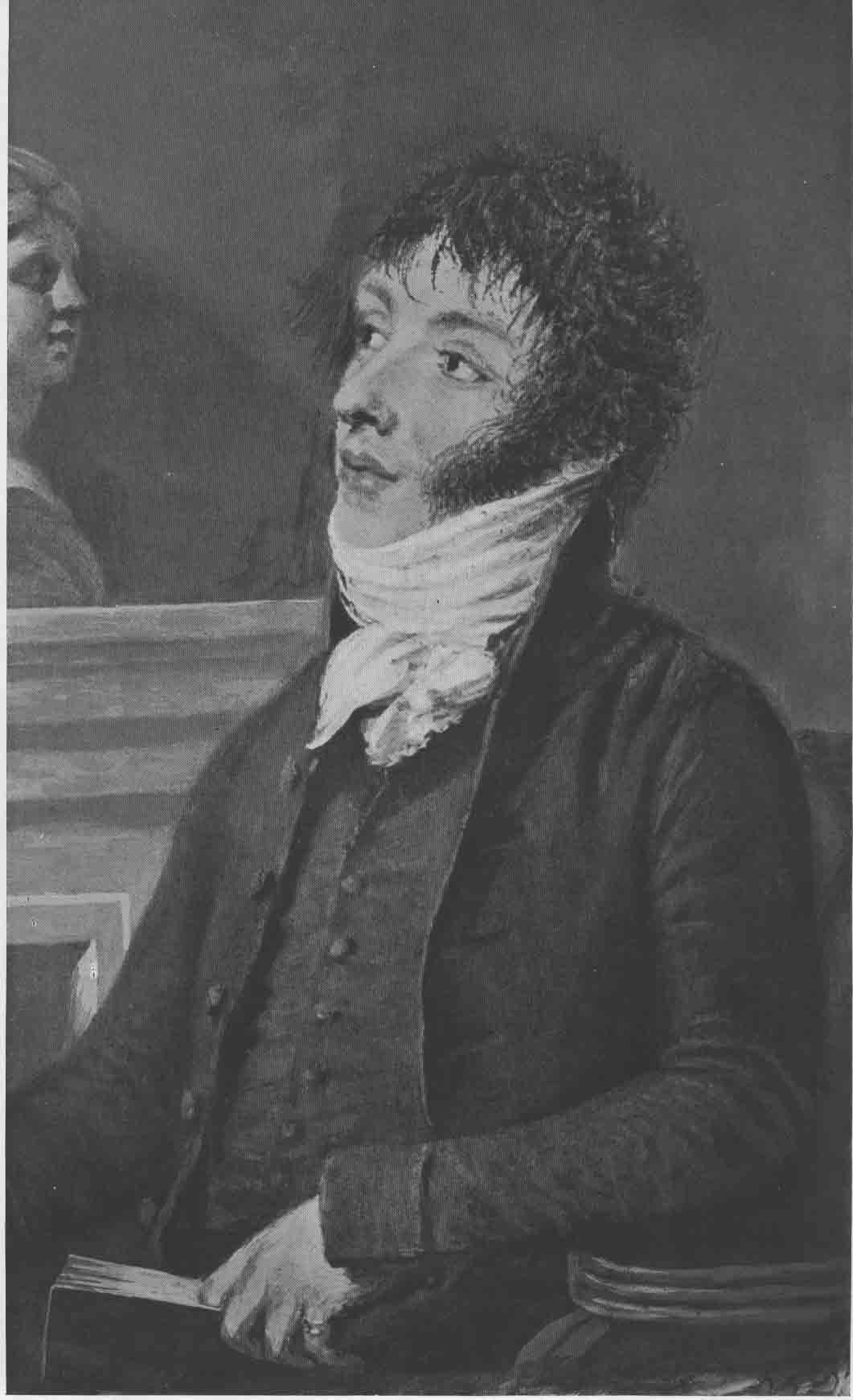
Portret door Kiprenski (1815)

Ik was wakker, alles sliep, gehuld in stilte,

De elementen zwegen, deden rustig aan.

Er stond een lichte bries, de zee verstilde,

Een schaarse wolk schoof langzaam voor de maan.

Maar ik had mijn bekomst van zoete peinzerij;

Mijn ziel zocht de verschijning, vastbesloten

De hemelse bezoeker terug te noden:

O kameraad!O beste vriend, blijf hier bij mij!
(vertaling Peter Zeeman)